# Stromrichterstation

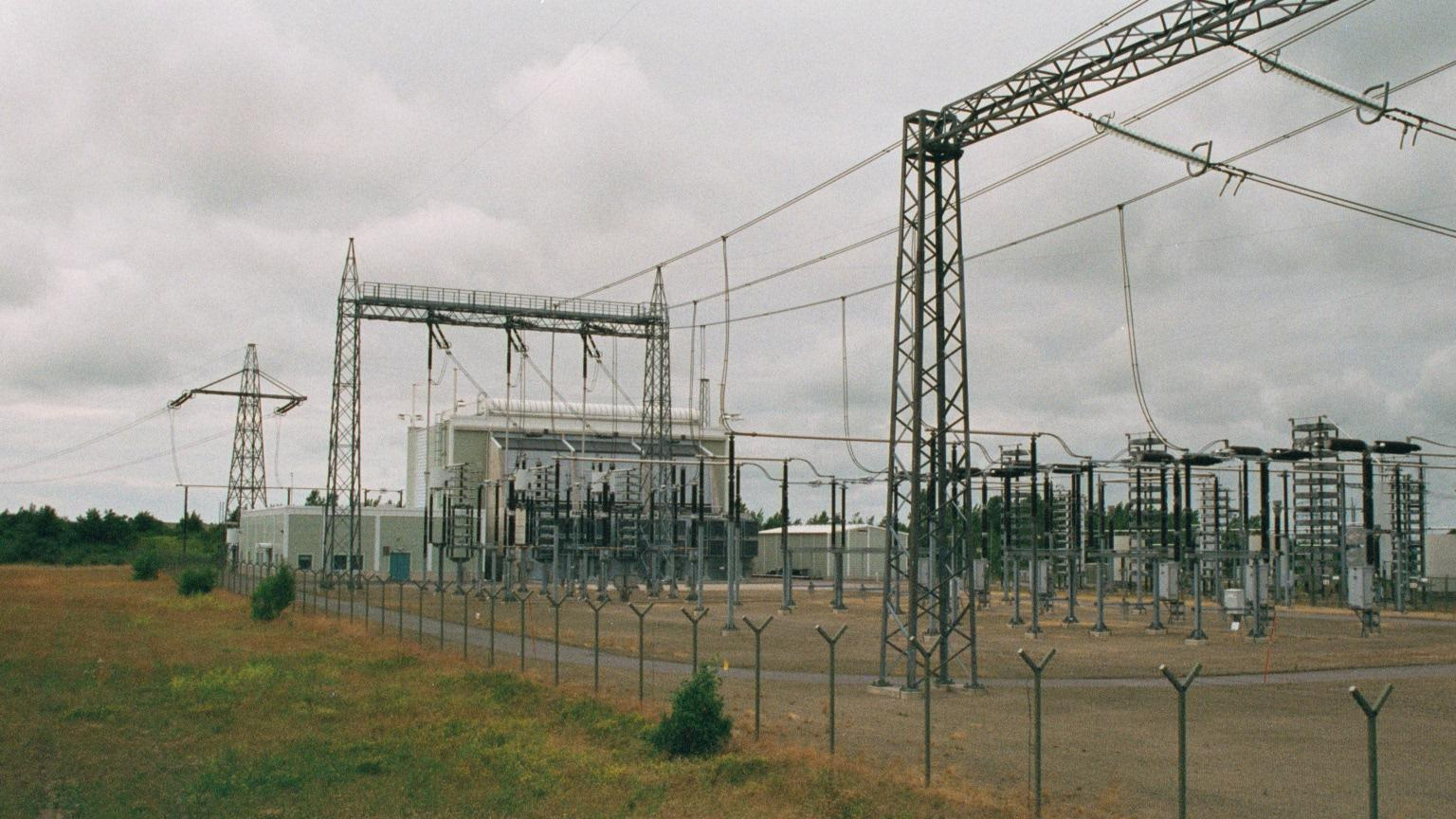
Ansicht der Stromrichterstation der HGÜ Baltic Cable in Kruseberg, Schweden

Eine Stromrichterstation ist diejenige Anlage bei einer Hochspannungs-Gleichstrom-Übertragung (HGÜ), in der je nach Bedarf Drehstrom in Gleichstrom umgewandelt wird oder umgekehrt.
Neben den Stromrichtern beinhaltet eine Stromrichterstation:
- je eine Schaltanlage auf Wechselspannungs- und Gleichspannungsseite
- Stromrichtertransformatoren
- je nach Art von Konverterstation auch Oberschwingungsfilter und Einrichtungen zur Blindleistungssteuerung.

## Arten
Anhand der eingesetzten elektronischen Schalter lassen sich unterscheiden:
- netzgeführte Stromrichter, englisch Line Commutated Converter (LCC), auch als Current Source Converters bezeichnet. Sie setzten elektronische Schalter wie Thyristoren oder historisch Quecksilberdampfgleichrichter ein, welche grundsätzlich zu einem bestimmten Zeitpunkt eingeschaltet, aber nicht mehr durch die Steuerung ausgeschaltet werden können. Für das Ausschalten sind im Wechselspannungsnetz zusätzlich hinreichend starke Wechselspannungsquellen wie Synchrongeneratoren nötig, welche die für die Umrichtung notwendigen Nulldurchgänge der Netzspannung und die nötige Blindleistung liefern und so den Ausschaltzeitpunkt der Thyristoren festlegen.

Aus diesem Umstand leitet sich auch der Begriff „netzgeführt“ ab, da LCC in der Funktion des Wechselrichters vom Wechselspannungsnetz, welches sie speisen, geführt werden. Daher können LCC beispielsweise auf Wechselspannungsseite auch keine Inselnetze ohne sonstige Wechselspannungsquellen alleine versorgen.
- selbstgeführte Stromrichter, englisch Voltage Source Converter (VSC). Sie besitzen elektronische Schalter, welche von der Steuerung sowohl ein- als auch ausgeschaltet werden können, üblicherweise Bipolartransistoren mit isolierter Gate-Elektrode (IGBT). Diese Schalter erlauben u. a. einen autonomen Inselbetrieb auf Wechselspannungsseite, sind aber weniger robust als die schon länger verfügbaren Thyristoren.

Selbstgeführte Anlagen können darüber hinaus im Rahmen von Flexible-AC-Transmission-Systemen (FACTS) induktive oder kapazitive Blindleistung zur Verfügung stellen bzw. aufnehmen und außerdem den Leistungsfluss im Wechselspannungsnetz steuern.
Da die Sperrspannung pro Thyristor oder IGBT technisch bedingt nur einige wenige kV beträgt, werden von diesen Bauteilen jeweils mehrere Dutzend in Reihe geschaltet und zu einem Thyristorturm zusammengefasst, um die erforderlichen Sperrspannungen zu erreichen.

### Netzgeführte Stromrichter

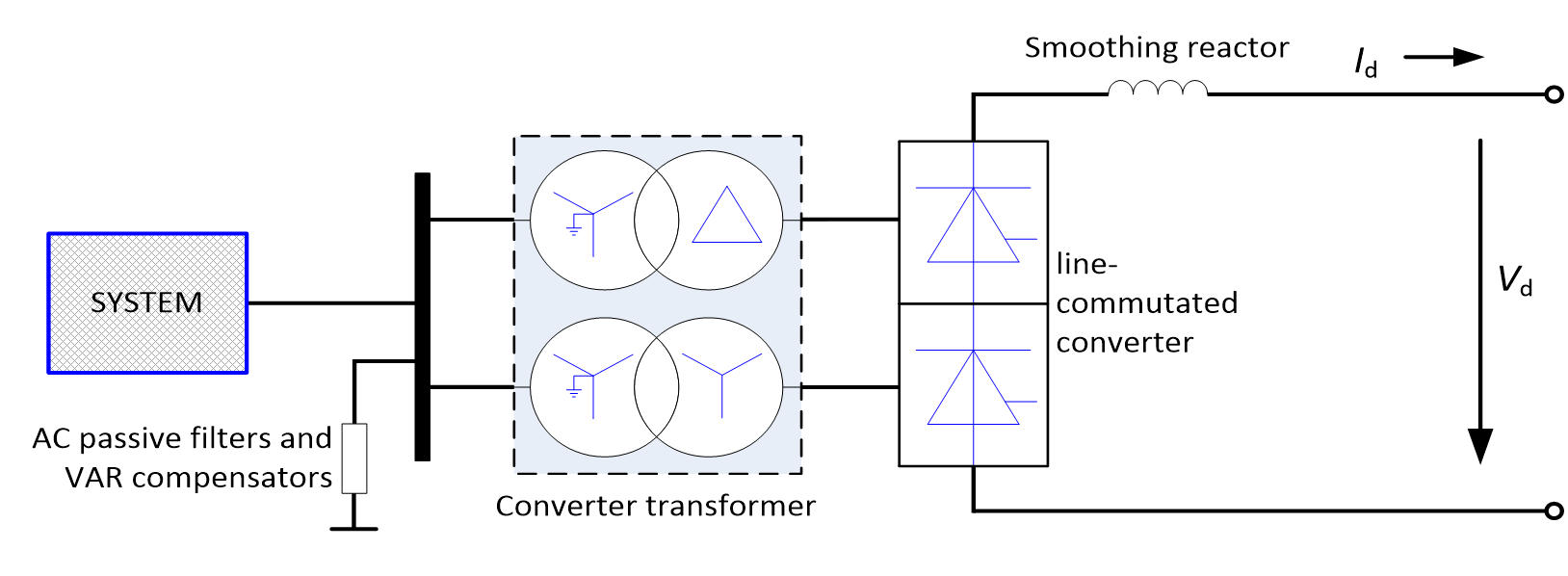
Prinzipschaltung netzgeführter Stromrichter (LCC)

Netzgeführte Stromrichter sind seit mehreren Jahrzehnten erfolgreich in Betrieb, was unter anderem an den robusten Eigenschaften der eingesetzten Thyristoren liegt. Die eingesetzten Thyristoren weisen Sperrspannungen von bis zu 10 kV bei Strömen bis zu 5 kA und können kurzzeitige Überlasten problemlos verkraften. Bei einem Ausfall eines Thyristors fällt dieser in den kurzgeschlossenen Zustand, was bei der Reihenschaltung im Rahmen der Thyristortürme den Weiterbetrieb bis zum nächsten Wartungsintervall erlaubt, so im Thyristorturm entsprechende Reserveeinheiten vorhanden sind.
Weiters weisen Thyristoren mit Stand im Jahr 2019 geringere Verluste auf als vergleichbare Stromrichter mit IGBTs. Außerdem sind LCCs weitgehend tolerant gegenüber Spannungseinbrüchen auf der Gleichspannungsseite, beispielsweise zufolge eines Kurzschlusses auf der Gleichspannungsleitung, und weisen nur geringe Wechselwirkung auf das Wechselspannungssystem auf.
Der Nachteil der netzgeführten Stromrichter besteht darin, dass sie einen wesentlichen Blindleistungbedarf auf Wechselspannungsseite haben und aufwändige Oberschwingungsfilter zur Unterdrückung von unerwünschten Oberschwingungen bedürfen, welche je nach Netztopologie individuell angepasst werden müssen. Daher ist der Flächenbedarf inklusive Freilandflächen von Stromrichtern basierend auf LCC größer als bei VSC.
Ein weiterer wesentlicher einschränkender Punkt bei netzgeführten Stromrichtern besteht in dem Umstand, dass zu einer Umkehrung des Leistungsflusses die Polarität auf der Gleichspannungsseite gewechselt werden muss, da die Richtung des Stromflusses in jedem Fall gleich bleiben muss. Daraus ergibt sich das Folgeproblem da es bei dem Betrieb mit hoher Gleichspannung bei Hochspannungskabeln zu einer Ansammlung von Raumladungen im Dielektrikum zwischen Innen- und Außenleiter im Kabel kommt. Bei einem raschen Umpolen der Gleichspannung kommt es damit zu lokalen Felderhöhungen im Dielektrikum, welche materialzerstörende Teilentladungen im Isolierstoff auslösen. Daher muss bei Umkehrung des Leistungsflusses bei LCC Stromrichtern eine bestimmte Zeit, die im Bereich von einigen 10 Minuten liegt, gewartet werden.

### Selbstgeführte Stromrichter

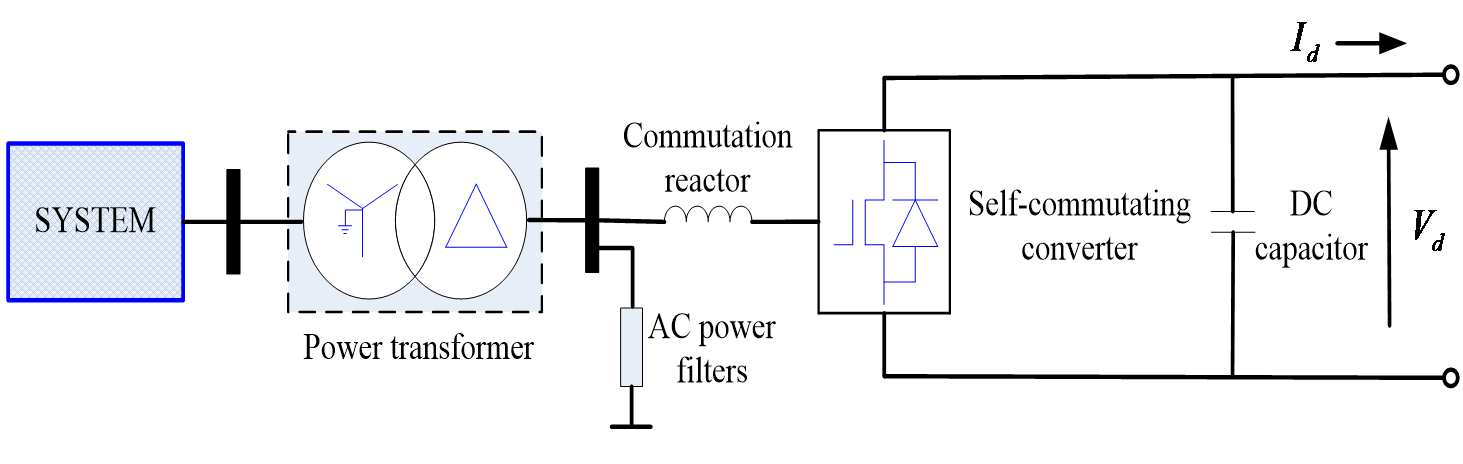
Prinzipschaltung selbstgeführter Stromrichter (VSC)

Selbstgeführte Stromrichter (VSC) haben neben den erwähnten unabhängigen Betrieb auf Wechselspannungsseite den Vorteil, dass durch zusätzliche Verwendung einer Pulsdauermodulation (PDM) die Oberschwingung stark reduziert, und unter Umständen auf Oberschwingungsfilter gänzlich verzichtet werden kann, wie dies bei der Bauform der VSC in Form der englisch Modular Multilevel Converters (MMC) der Fall ist. Weiters kann auf der Gleichspannungsseite durch eine Richtungsänderung des Stromflusses, unter Beibehaltung der Polarität der Gleichspannung, der Leistungsfluss unter 100 ms umgedreht werden. Auch sind VSC auf Wechselspannungsseite grundsätzlich schwarzstartfähig, benötigen also keine andere Wechselspannungsquellen im Wechselspannungsnetz zum Starten.
Der Nachteil der auf IGBTs basierenden VSC sind deren höhere Verlustleistung und höhere Kosten im Vergleich zu Thyristoren, was auch an dem Umstand liegt, dass für die Erzielung der gleichen Gesamtleistung mehr IGBTs als vergleichbare Thyristoren als einzelne Bauelemente eingesetzt werden müssen. Auch sind IGBT weniger robust, insbesondere bei Überlast und führen häufiger zu Ausfällen. VSC reagieren auch sehr empfindlich auf Unterspannung auf der Gleichspannungsseite. Bei Fehlern im Gleichspannungskreis muss im Regelfall durch Leistungsschalter auf Wechselspannungsseite eine unmittelbare Abschaltung des kompletten VSC-Stromrichters erfolgen, und eine Wiederverbindung kann längere Zeit in Anspruch nehmen.
Generell ist bei IGBTs der nötige Schaltungsaufwand höher als bei Thyristoren. So beispielsweise neigen IGBTs bei einem Ausfall in den nicht leitenden Zustand über zu gehen, was durch die notwendige Reihenschaltung aufwändige zusätzliche Überbrückungsschaltungen bedingt.

## Bestandteile

### Stromrichterhalle

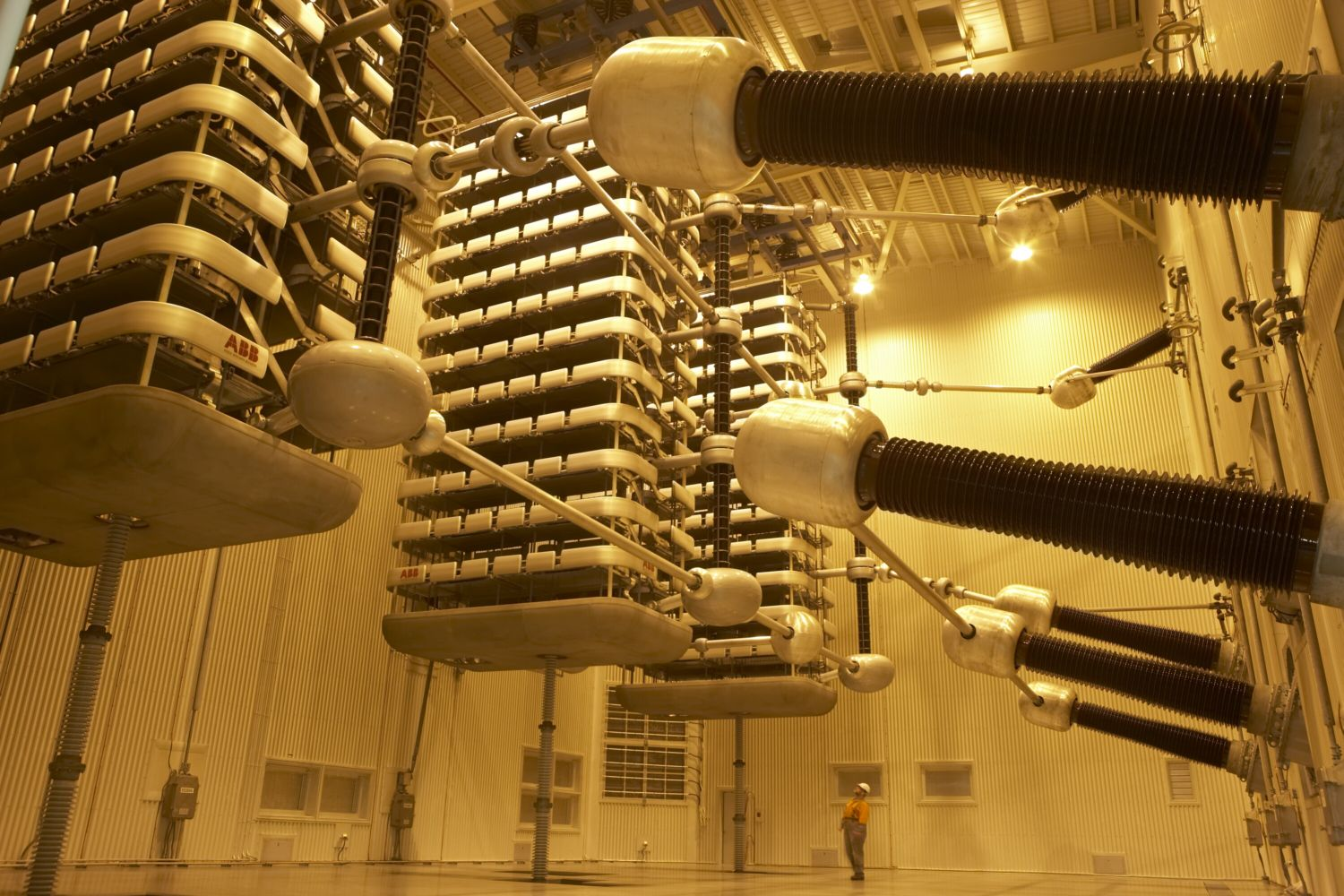
Halle der Stromrichterstation mit aufgehängten Thyristortürmen (Mit einer Person im unteren Bildbereich zum Größenvergleich)

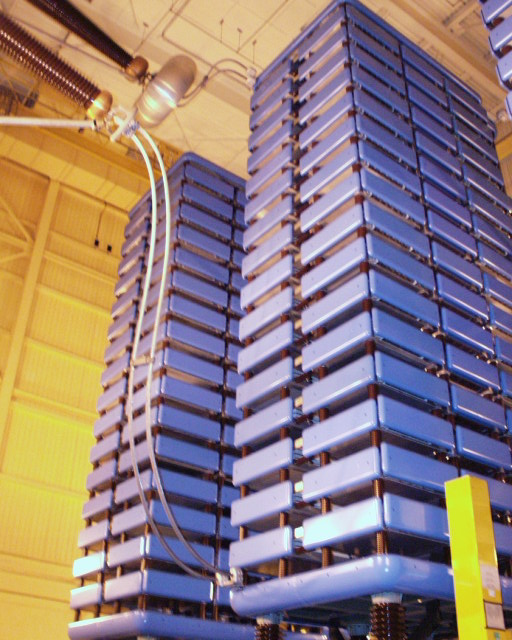
Thyristorturm für 250 kV und 2 kA

Die Stromrichterhalle, historisch auch Ventilhalle (engl. valve hall) genannt, ist das Gebäude, in dem die Stromrichter, typischerweise realisiert mit Thyristoren oder IGBT, früher auch Quecksilberdampfgleichrichter, untergebracht sind. Quecksilberdampfgleichrichter wurden in der Stromrichterhalle auf Isolatoren aufgestellt, während Thyristoren oder IGBTs entweder auf Isolatoren aufgestellt oder an der Decke aufgehängt werden. Letzteres erfordert zwar eine stabilere Deckenkonstruktion, diese kann aber Erdbeben besser überstehen als bei einem stehenden Aufbau. Häufig werden hierbei mehrere Ventilfunktionen in einem Thyristorturm vereint. Neben der Stromrichterhalle befindet sich oft ein zusätzliches Gebäude, in dem die Ansteuerelektronik, Geräte für die Kühlung und Überwachung, Einrichtungen für die Stromversorgung der Hilfseinrichtungen sowie Sozialräume untergebracht sind.
Da die Stromrichter im Betrieb eine hohe elektrische Spannung gegen Erde führen, darf die Stromrichterhalle während des Betriebs der Anlage nicht betreten werden. Im Regelfall ist daher in dem Nebengebäude, von dem aus die Steuerung erfolgt, ein Fenster vorgesehen, um einen Blick auf die Anlage werfen zu können. Da zahlreiche Hochspannungs-Gleichstrom-Übertragungsanlagen ferngesteuert werden, sind auch häufig Fernüberwachungsgeräte installiert.
Bei manchen Hochspannungs-Gleichstrom-Übertragungsanlagen wie der HGÜ Cahora Bassa wurden Stromrichter verwendet, die in ölgefüllten Behältern im Freien aufgestellt werden. Bei solchen Anlagen, die die Ausnahme darstellen, gibt es keine Stromrichterhalle.

### Gleichstrom-Schaltanlage
Die Gleichstrom-Schaltanlagen bei netzgeführten Stromrichtern (LCC) verfügen fast immer über eine Glättungsdrossel zur Glättung des Gleichstroms. Ihre Induktivität beträgt zwischen 0,1 H und 1 H. Die Glättungsdrossel kann als Luftspule oder als Spule mit Eisenkern ausgeführt sein. In letzteren Fall sieht sie ähnlich aus wie ein Hochspannungstransformator und wird wie ein solcher meist mit Öl gekühlt. Als Luftspulen ausgeführte Glättungsdrosseln ähneln in ihrer Bauart meist Trägerfrequenzsperrspulen in Hochspannungsleitungen, besitzen aber wesentlich größere Abmessungen. Sie sind wie diese meist auf Isolatoren montiert. Luftdrosseln haben den Vorteil, weniger Geräusche zu erzeugen als Eisendrosseln.
Zur Gleichstrom-Schaltanlage gehören auch stets Gleichstrom- und Gleichspannungs-Messwandler. Hierfür kommen zum Gleichstrom-Ausgang in Reihe und parallel zu diesen liegende Transduktoren zum Einsatz.
Gelegentlich werden auch noch Gleichstromfilter zur Beseitigung hochfrequenter Störsignale eingesetzt. Solche Filter sind insbesondere dann nötig, wenn auf der Gleichstromleitung eine Nachrichtenübermittlung nach dem Trägerfrequenzverfahren im Bereich zwischen 30 kHz und 500 kHz erfolgen soll oder wenn die Gleichstromleitung als Freileitung ausgeführt ist, die in unmittelbarer Nähe von Wohnhäusern vorbeiführt. Diese können aus LC-Gliedern bestehen und somit passiv sein, oder aus einem per Übertrager und Schutzkondensatoren angekoppelten Verstärker bestehen und somit aktiv sein. Ein solcher Verstärker gibt ein um 180 Grad zum Störsignal phasenverschobenes Signal auf die Leitung und regelt so die Störung weg. Ein solches System wird bei der HGÜ Baltic Cable verwendet.

### Stromrichter

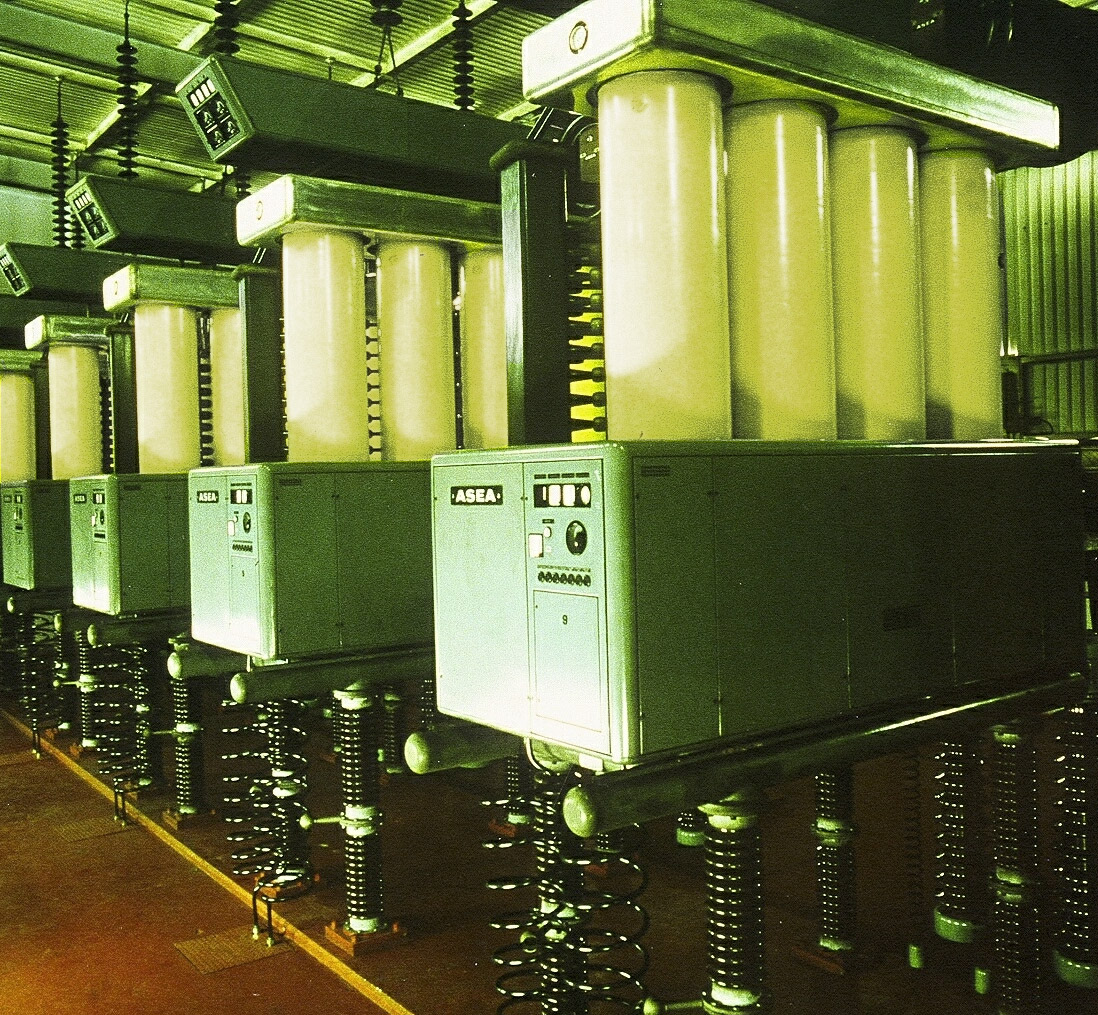
Ehemalige Quecksilberdampf-Gleichrichter der HVDC Inter-Island Link

Netzgeführte Stromrichter werden seit Mitte der 1970er Jahre in Thyristortechnik ausgeführt, wobei man fast immer 12-pulsige Dreiphasengleichrichter verwendet, um den Aufwand für die Oberschwingungsfilter zu verringern. Bei älteren Anlagen sind gelegentlich noch Quecksilberdampf-Gleichrichter im Einsatz. Während bei diesen jeder Gleichrichter einzeln aufgestellt ist, werden bei Thyristorstromrichtern 4 Stromrichterventile zu einem Modul, dem Thyristorturm zusammengefasst. Für einen kompletten Stromrichter sind also 3 Thyristortürme nötig.
Bei Anlagen, die nicht mit Stromzwischenkreis, sondern mit Spannungszwischenkreis und als selbstgeführte Stromrichter betrieben werden, kommen statt Thyristoren zumeist IGBTs zum Einsatz. Bei diesen Anlagen unterscheidet sich der Aufbau des Stromrichters grundlegend von denen mit Thyristoren.

### Stromrichter-Transformatoren
Die Stromrichter-Transformatoren dienen nicht nur zur Anpassung der Spannung des Drehstromnetzes an die der HGÜ, sondern auch durch die besondere Schaltung (Stern-Stern-Dreieck-Schaltung) zur Ausschaltung zahlreicher Oberschwingungen, falls der Stromrichter in 12-Puls-Schaltung ausgeführt ist und nur in dieser Schaltung betrieben wird. Da die Windungen der Stromrichter-Transformatoren ein Gleichspannungspotential gegen Erde führen, muss die Isolation der Windungen dieser Transformatoren besonders bemessen werden.
Stromrichter-Transformatoren können für Leistungen bis ca. 300 MVA als komplette Einheit realisiert werden. Für größere Leistungen sind aus transporttechnischen Gründen mehrere Einheiten möglich. Hierbei können entweder zwei dreiphasige Einheiten (mit 2 Wicklungen) oder drei einphasige Einheiten (mit 3 Wicklungen) verwendet werden. Letztere Variante hat den Vorteil, dass nur ein Transformatortyp benötigt wird, was die Bereitstellung eines Ersatztransformators wirtschaftlicher macht.
Da Stromrichter-Transformatoren von einem stark oberschwingungshaltigen Strom durchflossen werden, erzeugen sie mehr Geräusche als vergleichbare Transformatoren in normalen Umspannwerken, was bei ihrer Aufstellung zu beachten ist. Ein in Betrieb befindlicher Stromrichter-Transformator erzeugt ein wesentlich lauteres Geräusch als ein normaler Drehstromtransformator.
Stromrichter-Transformatoren werden in unmittelbarer Nähe des Stromrichters aufgestellt. Bei manchen modernen Anlagen sind diese in Anbauten der Stromrichterhalle untergebracht, was auch einen besseren Lärmschutz ergibt.

### Oberschwingungsfilter
Bei netzgeführten Anlagen mit sechspulsigem Betrieb entstehen ungeradzahlige Oberschwingungen ab der 5. Ordnung. Zu deren Eliminierung werden Oberschwingungsfilter eingesetzt. Für die reine Blindleistungserzeugung werden parallel zum Oberschwingungsfilter Kondensatorbatterien oder Drosseln geschaltet.

### Sonstige Filter
Bei netzgeführten 12-pulsigen Stromrichteranlagen genügen häufig ein oder zwei auf die 12. und 24. Harmonische abgestimmte Bandpassfilter, da nur Oberschwingungen der Ordnung 12×n + 1 und 12×n − 1 (n = natürliche Zahl) anfallen. Daneben können auch abgestimmte Serien-Resonanzkreise verwendet werden.
Neben den Oberschwingungsfiltern sind auch häufig noch Filter zur Beseitigung von Störsignalen im Frequenzbereich von PLC-Anlagen (30 kHz bis 500 kHz) vorhanden. Diese Filter befinden sich meist in unmittelbarer Nähe des Drehstrom-Ausgangs des Stromrichter-Transformators. Sie bestehen aus einer vom Laststrom durchflossenen Spule, zu der parallel ein Kondensator geschaltet ist. Daneben werden auch Synchronphasenschieber verwendet.

### Drehstrom-Schaltanlage
Die eigentliche Drehstrom-Schaltanlage einer Stromrichterstation unterscheidet sich prinzipiell nicht von der eines normalen Umspannwerks. Sie kann über Transformatorenfelder für weitere Spannungsebenen verfügen.

## Stromrichterstationen für HGÜ-Kurzkupplungen
Stromrichterstationen für HGÜ-Kurzkupplungen unterscheiden sich prinzipiell nicht von denen für Fernübertragungen. Allerdings beinhaltet bei solchen Anlagen die Stromrichterhalle meist beide Stromrichter. Da die Länge der Gleichstromleitung sehr kurz ist, sind keine aufwendigen Gleichstromfilter nötig.

## Sonstiges

### Flächenbedarf
Der Flächenbedarf für eine netzgeführte Stromrichterstation mit 600 MW Übertragungsleistung und einer Übertragungsspannung von 400 kV beträgt etwa 300 × 300 Meter.

### Standortfaktoren
Da von Stromrichterstationen Lärm und hochfrequente Störsignale ausgehen können, sollte eine derartige Anlage nicht unbedingt in der Nähe von Wohngebieten liegen. Sie ist ggf. von einem Lärmschutzwall zu umgeben. Wie bei normalen Umspannwerken ist darauf zu achten, dass im Havariefall kein Öl aus Transformatoren oder anderen Komponenten ins Grundwasser gelangen kann.

### Stromrichterstationen in Deutschland
- GKK Etzenricht (HGÜ-Kurzkopplung, 160 kV, 600 MW, 1993 in Betrieb gegangen, seit 1995 stillgelegt)
- Stromrichterstation Lübeck-Herrenwyk der HGÜ Baltic Cable (450 kV, 600 MW, Betriebsaufnahme 1994)
- Stromrichterstation Bentwisch der HGÜ-Kontek (400 kV, 600 MW, Betriebsaufnahme 1996)
- Offshore-HGÜ-Systeme sind Systeme zur Hochspannungs-Gleichstrom-Übertragung von Offshore-Windstrom an Land. Sie werden bisher nur in Deutschland eingesetzt, da Offshore-Windparks im Gegensatz zu Großbritannien und Dänemark in größerer Entfernung zur Küste errichtet werden (bereits in Betrieb ist die HGÜ BorWin1 nach Diele, weitere befinden sich in Bau).

### Ehemalige Stromrichterstationen in Österreich
- GK Dürnrohr (HGÜ-Kurzkopplung, 145 kV, 550 MW, 1983 in Betrieb gegangen, seit 1996 stillgelegt)
- GK Wien-Südost (HGÜ-Kurzkopplung, 160 kV, 600 MW, 1993 in Betrieb gegangen, seit 1996 stillgelegt)